# Мая Санду
Мая Санду (на румънски: Maia Sandu) е молдовски икономист и министър на образованието на Молдова от 2012 до 2015 г. На 23 юли 2015 г. Либералната демократическа партия обявява номинацията ѝ за следващ министър-председател на Молдова, наследявайки на този пост Наталия Герман и Кирил Габурици. Ден след като е предложена от проевропейската коалиция, Санду обявява, че ще приеме номинацията, но при условие управителя на Националната банка на Молдова Дорин Драгутану и Държавния прокурор Корнелиу Гурин да напуснат постовете си. В крайна сметка Валериу Стрелец е избран вместо Санду от президента на Молдова Николае Тимофти. Министър-председател на Република Молдова от 8 юни 2019 до 14 ноември 2019 г.
Избрана е за президент на Молдова на президентските избори през ноември 2020 г., като побеждава проруския кандидат и настоящ държавен глава Игор Додон.
Преизбрана е за президент на Молдова на президентските избори през ноември 2024 г., като побеждава проруския кандидат и бивш главен прокурор Александър Стояногло.

## Биография
Родена е на 24 май 1972 г. в Рисипени, тогава в Молдавска ССР, Съветски съюз, днес в Молдова. От 1989 до 1994 г. учи мениджмънт в Академията за икономически изследвания на Молдова. Между 1995 и 1998 г. учи международни отношения в Академията за публична администрация в Кишинев. През 2010 г. завършва правителственото училище Джон Ф. Кенеди към Харвардския университет. От 2010 до 2012 г. работи като съветник на Изпълнителния директор на Световната банка във Вашингтон. На 23 декември 2015 г. стартира проекта „În /pas/ cu Maia Sandu“(„В крак с Майя Санду“), която ще се превърне в политическа партия. По-късно е обявено, че бъдещата партия ще се нарича „Partidul Acțiune și Solidaritate“ (Партия на действието и солидарността).
Не е омъжена.  Владее румънски, английски, руски и испански език.

### Начело на правителството
На 8 юни 2019 г. тя е избрана за 13-ия премиер-министър на Република Молдова. Обаче на следващия ден Конституционният съд отменя това решение и връща Павел Филип за и.д. премиер-министър на страната.